# Nicholas Edwards, Baron Crickhowell
Roger Nicholas Edwards, Baron Crickhowell PC (* 25. Februar 1934 in London; † 17. März 2018) war ein britischer Politiker der Conservative Party, der unter anderem zwischen 1979 und 1987 Minister für Wales im Kabinett von Premierministerin Margaret Thatcher war.

## Leben
Nach dem Besuch der Westminster School und einem Studium am Trinity College der University of Cambridge war Edwards als Manager bei dem Versicherers William Brandt’s tätig und anschließend Direktor der Grindlays Bank.
Edwards wurde er als Kandidat der Conservative Party bei den Unterhauswahlen vom 18. Juni 1970 erstmals zum Mitglied des House of Commons gewählt und vertrat dort zuerst den Wahlkreis Pembrokeshire sowie anschließend nach den Unterhauswahlen vom 28. Februar 1974 bis zum 11. Juni 1979 den Wahlkreis Pembroke. Während dieser Zeit war er Sprecher der Oppositionsfraktion für Wales und damit im Schattenkabinett seiner Partei zuständiger „Schattenminister für Wales“.
Nach dem Wahlsieg der konservativen Tories nach den Unterhauswahlen 1979 von Premierministerin Margaret Thatcher am 5. Mai 1979 als Minister für Wales (Secretary of State for Wales) in deren Kabinett berufen und bekleidete dieses Amt bis zu seinem Ausscheiden aus dem Unterhaus am 13. Juni 1987. Mit seiner mehr als achtjährigen Amtszeit war Edwards damit der Walesminister mit der längsten Amtszeit seit Gründung dieses Ministeramtes 1951.
Nach seinem Ausscheiden aus dem House of Commons und der Regierung wurde er als Life Peer mit dem Titel Baron Crickhowell, of Pont Esgob in the Black Mountains and County of Powys in den Adelsstand erhoben und gehörte seither dem House of Lords als Mitglied an.
Zugleich wurde er 1988 zunächst Vorsitzender des Beirates der neugegründeten Nationalen Flussbehörde (National Rivers Authority) und war anschließend zwischen 1989 und 1996 Vorsteher dieser Behörde. Zeitweise war er Präsident und ist heute Honorary Fellow der Cardiff University und bekam darüber hinaus einen Doktor der Rechte honoris causa von der University of Glamorgan verliehen.